# Sing 2
Sing 2 (bra: Sing 2; prt: Cantar! 2) é um filme de animação digital do gênero comédia musical estadunidense produzido pela Illumination e é a sequência do filme de 2016, Sing. É estrelado com as vozes de Matthew McConaughey, Reese Witherspoon, Seth MacFarlane, Scarlett Johansson, Nick Kroll, Taron Egerton e Tori Kelly, reprisando seus papéis do primeiro filme. O lançamento do filme foi em 22 de dezembro de 2021 (nos Estados Unidos) e 06 de janeiro de 2022 (no Brasil), pela Universal Pictures.
Devido à pandemia de COVID-19, que afastou muitas pessoas das salas de cinema, Sing 2 acabou arrecadando muito menos em bilheteria do que seu antecessor de 2016. Mesmo assim, o filme foi, até então, a animação de maior sucesso nos cinemas desde o início da pandemia, com cerca de US$ 408 milhões arrecadados nas bilheterias mundiais. Ficou à frente de outros grandes sucessos, como Encanto e The Croods: A New Age. Sing 2 também é a primeira animação a passar a marca dos US$ 400 milhões em bilheteria desde Frozen 2, em 2019. 

## Enredo
Algum tempo depois dos eventos do primeiro filme, Buster Moon, junto com a sua equipe de artistas Johnny, Meena, Rosita, Gunter e a sua assistente Dona Kiki, agora fazem muito sucesso na cidade. Eles realizam apresentações musicais no Teatro Moon, que agora está sempre cheio. Ash se separou deles para cantar rock sozinha em um clube, mas promete que vai voltar a trabalhar com eles na hora certa. Um dia, uma famosa caça-talentos chamada Suki Lane, que trabalha numa grande empresa de talentos da cidade de Redshore, vai ao Teatro Moon ver uma das apresentações. Após assisti-la, Suki diz a Buster que ele nunca sobreviveria em Redshore. Buster então decide reunir sua equipe e partir para Redshore para mostrar lá que eles podem ser grandes artistas em qualquer lugar.     

## Elenco
- Matthew McConaughey como Buster Moon; um coala e dono do Novo Teatro Moon.
- Reese Witherspoon como Rosita; uma porca doméstica que realizou o sonho de ser cantora.
- Scarlett Johansson como Ash; uma porco-espinho rockeira e guitarrista.
- Taron Egerton como Johnny; um gorila-das-montanhas adolescente, cantor e pianista.
- Bobby Cannavale como Jimmy Crystal; um lobo branco, empresário e dono da Crystal Entretenimentos.
- Tori Kelly como Meena, uma elefanta adolescente um pouco tímida com uma voz requintada para cantar.
- Nick Kroll como Gunter; um porco dançarino otimista e parceiro de dança de Rosita
- Pharrell Williams como Alfonso; um elefante e vendedor de sorvete que se torna o interesse amoroso de Meena.
- Halsey como Porsha Crystal; filha de Jimmy e uma cantora talentosa.
- Chelsea Peretti como Suki Lane; uma Saluki, assistente de Jimmy e caçadora de talentos.
- Letitia Wright como Nooshy; uma lince dançarina de rua que se torna instrutora de dança de Johnny.
- Eric Andre como Darius; um iaque egocêntrico que interpreta o interesse amoroso de Meena na série.
- Adam Buxton como Klaus Kickenklober; um macaco-narigudo e instrutor de dança.
- Garth Jennings como Miss Crawly; uma iguana idosa com um olho de vidro que trabalha como assistente de Buster.
  - Jennings também dá voz ao terminal de ônibus e ao airbag de um carro alugado.
- Peter Serafinowicz como Big Daddy; um gorila mafioso e pai de Johnny que agora está em liberdade condicional.
- Jennifer Saunders como Nana Noodleman; uma ovelha e ex-estrela da música.
- Nick Offerman como Norman; um porco e marido de Rosita.
- Bono como Clay Calloway; um velho leão de juba branca que já foi uma lenda do rock até sua esposa Ruby morrer.

## Produção

### Desenvolvimento
Em 25 de janeiro de 2017, a Universal Pictures e Illumination anunciou uma sequência de seu filme de animação de 2016, Sing. O roteirista / diretor Garth Jennings e os produtores Chris Meledandri e Janet Healy retornam junto com a narração das estrelas Matthew McConaughey, Reese Witherspoon, Seth MacFarlane, Scarlett Johansson, Taron Egerton, Nick Kroll e Tori Kelly.

### Animação
A produção continuou remotamente durante a pandemia de COVID-19 após o fechamento temporário do Illumination Mac Guff.

### Trilha sonora
Em dezembro de 2020, Joby Talbot voltou a compor a partitura. O U2 executou a canção "Your Song Saved My Life", sendo lançada em 3 de novembro de 2021. O musical incluirá canções de Kiana Ledé, BTS, Sam i, Billie Eilish, Elton John e outros.

## Lançamento
Sing 2 foi originalmente programado para ser lançado em 25 de dezembro de 2020 pela Universal Pictures. Em 12 de abril de 2019, o filme foi adiado para 2 de julho de 2021. Em 1 de abril de 2020, o filme foi adiado novamente para 22 de dezembro de 2021 com Minions: The Rise of Gru tomando a data de lançamento de 2 de julho de 2021 devido ao impacto da pandemia COVID-19 na indústria cinematográfica.
Sing 2 teve sua estreia mundial, abrindo o AFI Fest Celebration, em 14 de novembro de 2021.

### Home media
O filme foi lançado em Blu-ray, DVD e Blu-ray Ultra HD em 29 de março de 2022 nos Estados Unidos, pela Universal Pictures Home Entertainment.

### Marketing
A Tomy fez um acordo com a Illumination e a Universal para desenvolver a linha de brinquedos de Sing 2, com brinquedos de pelúcia, figuras colecionáveis e um jogo de RPG. O Roblox lançou um evento ao vivo de Adopt Me em parceria com a Illumination para promover este filme. O filme também tem muitos parceiros promocionais, incluindo Xfinity, McDonald's e Mercari. Em seu fim de semana de estreia nos Estados Unidos e Canadá, o filme havia feito 393,1 milhões de impressões em todas as plataformas de mídia social, uma estatística 24% superior à de um filme lançado antes da pandemia de COVID-19. No geral, o filme teve um alcance de mídia social melhor do que Encanto, The Addams Family 2, Tom & Jerry, Spirit Untamed e The Croods: A New Age.

## Recepção

### Bilheteria
Nos Estados Unidos e no Canadá, o filme arrecadou US$ 1,6 milhões com prévias realizadas em 27 de novembro de 2021. O filme teve seu amplo lançamento no mês seguinte na quarta-feira, 22 de dezembro, ao lado de The King's Man e The Matrix Resurrections, e foi projetado para arrecadar US$ 40 a 50 milhões em 3.892 cinemas nos primeiros cinco dias de lançamento. O filme acabou arrecadando US$ 22,3 milhões em seu fim de semana de estreia (e um total de US$ 41 milhões no período de cinco dias) de uma estimativa de 4,1 milhões de admissões nos cinemas, ficando em segundo lugar nas bilheterias atrás de Spider-Man: No Way Home. As mulheres representaram 58% do público durante a abertura, com as menores de 25 anos representando 56% das vendas de ingressos e as menores de 17 anos por 44%. A divisão étnica do público mostrou que 39% eram hispânicos e latino-americanos, 35% europeus-americanos, 15% afro-americanos e 7% asiáticos ou outros. Em seu segundo fim de semana, o filme permaneceu em segundo lugar com US$ 20,2 milhões. Sing 2 mais uma vez manteve o segundo lugar nas bilheterias em seu terceiro fim de semana com US$ 11,6 milhões. Em 8 de janeiro de 2022, Sing 2 se tornou o primeiro filme de animação da pandemia de COVID-19 a ultrapassar US$ 100 milhões nas bilheterias dos EUA e Canadá, bem como o primeiro filme desde Frozen II (2019) a atingir este marco. O filme arrecadou US$ 8 milhões em seu quarto fim de semanam US$ 5,75 milhões em seu quinto, US$ 4,7 milhões em seu sexto, US$ 4,2 milhões em seu sétimo, US$ 3,1 milhões em seu oitavo, e US$ 2,85 milhões em seu nono.
Fora dos Estados Unidos e do Canadá, Sing 2 estreou em vários territórios internacionais em 3 de dezembro de 2021. O filme faturou US$ 1,12 milhões em seu primeiro fim de semana, US$ 1,5 milhões em seu segundo, e outros US$ 1,5 milhões em 16 mercados em seu terceiro. Depois de ser exibido em mais 22 mercados, Sing 2 arrecadou US$ 19,2 milhões em seu quarto fim de semana e teve a maior estreia de um filme de animação durante a pandemia de COVID-19 na França (US$ 6 milhões) e no México (US$ 3,6 milhões). O filme arrecadou US$ 17,2 milhões em seu quinto fim de semana, que incluiu uma estreia de US$ 1,2 milhões na Ucrânia, US$ 17,1 milhões em seu sexto fim de semana, e US$ 8,4 milhões em seu sétimo fim de semana. Em seu oitavo fim de semana, o filme teve grandes estreias na Alemanha (US$ 3 milhões), Polônia (US$ 2,4 milhões) e Áustria (US$ 500.000). Em seu nono fim de semana, o filme arrecadou US$ 17,4 milhões em 62 mercados, incluindo uma estreia de US$ 9,3 milhões no Reino Unido. O filme ultrapassou a marca de US$ 300 milhões em todo o mundo em seu décimo primeiro fim de semana depois de adicionar US$ 11 milhões ao seu total, que incluiu uma estreia de US$ 2,2 milhões na Holanda. A receita bruta do filme permaneceu consistente em seu décimo segundo fim de semana, com US$ 10,3 milhões, incluindo uma baixa queda de 1% no Reino Unido. US$ 9,3 milhões).
Em 27 de fevereiro de 2022, Sing 2 ultrapassou a marca de U$ 350 milhões nas bilheterias mundiais. Só nos Estados Unidos, o filme já tinha arrecadado U$ 151.2 milhões, sendo a maior arrecadação de uma animação no país desde o início da pandemia. No total, Sing 2 arrecadou cerca de U$ 408 milhões nas bilheterias de todo o mundo. Isso foi U$ 226 milhões a menos do que o primeiro filme, de 2016 - o que pode ser explicado por causa da pandemia de COVID-19, que afastou grande parte do público das salas de cinema, situação que o primeiro filme não teve que enfrentar. Mesmo assim, Sing 2 foi, até o seu lançamento, a animação de maior sucesso nos cinemas desde o início da pandemia e a primeira animação a ultrapassar a marca dos U$ 400 milhões desde Frozen II.
No Brasil, até o dia 6 de março de 2022, Sing 2 tinha arrecadado R$ 26 milhões e levado 1.570.000 pessoas aos cinemas.

### Crítica especializada
No site agregador de críticas Rotten Tomatoes, 71% das 126 críticas dos críticos são positivas, com uma classificação média de 6,1/10. O consenso do site diz: "Segundo verso, igual ao primeiro: para o público que gostou da primeira parte, Sing 2 deve ser outra diversão cativante". No Metacritic, que usa uma média ponderada, atribuiu ao filme uma pontuação de 49 em 100 com base em 27 críticas, indicando "críticas mistas ou médias". O público pesquisado pelo CinemaScore deu ao filme uma rara nota média de "A+" em uma escala de A+ a F (o primeiro filme da Illumination a receber essa nota), enquanto o PostTrak relatou que 91% dos membros da audiência deram uma pontuação positiva, com 78% dizendo que definitivamente o recomendariam.
Justin Lowe, escrevendo para o The Hollywood Reporter, elogiou o cenário musical do filme, chamando o "elenco desorganizado que Buster trouxe para um elenco amador, floresceu em uma empresa completa de artistas profissionais". Peter Debruge, da Variety, deu uma crítica positiva, dizendo que o filme é "uma elaborada maquinaria de alegria, e é mais fácil apreciar como cada escolha parece projetada para colocar um sorriso no rosto das pessoas". Emily Clark, do Plugged In, elogiou os elementos inspiradores e emocionais do filme, mas discordou do fato de que "(Meena) conta a Buster que ela não está bem beijando alguém no palco, e ele meio que a dispensa... Todo o caso me deixou um pouco enjoada pensando em quantas jovens estrelas receberam seu primeiro beijo de um completo estranho a mando de diretores e produtores adultos.".

## Sequência
Em abril de 2023, o produtor Chris Meledandri confirmou que um terceiro filme de Sing está em desenvolvimento.